# Heinrich Goldberg (Heimatdichter)

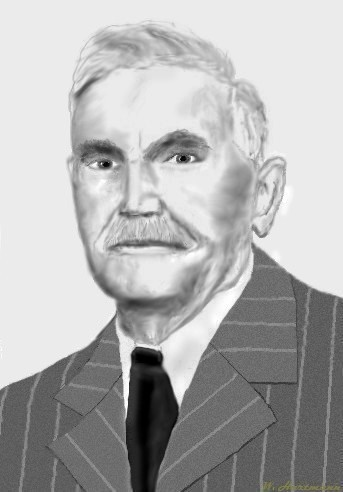
Heinrich Goldberg, Naturheilkundler und Heimatdichter

Heinrich (Hendrick) Goldberg (* 2. Mai 1875 in Neukirchen-Vluyn; † 10. Februar 1958 ebendort) war ein Naturheilkundler und Heimatdichter. Er wurde vor allem durch seine in südniederfränkischer Mundart verfassten Bühnenstücke und Gedichte auch im weiteren Umkreis bekannt.

## Leben
Heinrich Goldberg entstammte einer Neukirchener Bauernfamilie. Seine Eltern Johann und Anna Gertrud Elisabeth Goldberg, geb. Schult, besaßen einen kleinen Bauernhof in Neukirchen. 
 Neukirchen war zu jener Zeit noch eine eigenständige Gemeinde. Erst 1928 wurde Neukirchen mit Vluyn und mehreren kleinen Ortschaften zusammengeschossen.
Heinrich Goldberg war zweimal verheiratet und hatte fünf Kinder. Aus der ersten Ehe mit Maria Anna Brockenhoff, geboren 1868, gingen zwei Kinder hervor. Nach dem Tod seiner Frau 1927, heiratete er 1929 Agnes Schmitz, die noch drei Kinder gebar. Das jüngste Kind ist allerdings schon nach wenigen Monaten verstorben.
Anstelle der begonnenen Kaufmannstätigkeit widmete Goldberg sich nach der Begegnung mit dem „Lehmpastor“ Emanuel Felke in Repelen auch selbst der Heilkunde und der Augendiagnostik (Diagnose von Krankheiten mit Hilfe der Iris, Iridologie). Die Menschen in der Umgebung nannten ihn nur noch den „Doktor“. Bei seinen Krankenbesuchen und Gesprächen mit den einfachen Leuten in seiner Heimat, notierte er Eindrücke, mundartliche Ausdrücke und Sprichwörter und verwertete sie im „Rheinischen Wörterbuch“, dessen Mitarbeiter er war. Ebenso schrieb er zahlreiche Gedichte und Bühnenstücke in niederrheinischer Mundart. Mit dem Theaterstück Wellfondersch Düwelschen von 1929 wurde er überregional bekannt. Es handelt von unheimlichen Ereignissen, die sich 1668 auf dem Hof der Familie Welfonder ereigneten. Als Informationsquelle dafür dienten die Aufzeichnungen des Pfarrers Fabricius (1658–1669 in Neukirchen), der ausführlich über diesen Vorfall berichtete.
In Neukirchen-Vluyn sprachen weite Teile der Einwohner das Grafschafter Platt, einer Variante des Kleverländischen Sprachraums.

Anfang des 20. Jahrhunderts gab es aber schon Bestrebungen, diesen Dialekt immer mehr zurückzudrängen. Sog. Bildungsschichten, Lehrer, Geistliche, Ärzte, Amtspersonen bezeichneten die hiesige Mundart als bäurisch und „unfein“ und deren Nutzer als ungebildet. Dennoch sprachen noch bis in die 1960er Jahre hinein viele Einwohner „Platt“. Aber mit steigender Zuwanderung aus den Ostgebieten, nach dem Zweiten Weltkrieg und dem Zuzug von „Gastarbeitern“ wurde Platt immer mehr vom Hochdeutschen mit örtlicher Färbung verdrängt.
Heinrich Goldbergs Verdienst besteht insbesondere in der Dokumentation der örtlichen Mundart durch seine Werke und der Arbeit am Rheinischen Wörterbuch. Verschiedene Mundartgruppen profitieren noch heute davon. Damit bleibt Grafschafter Platt auch für nachfolgende Generationen erhalten.

## Ehrungen
- In Neukirchen-Vluyn gibt es zu seiner Erinnerung eine Goldbergstraße.
- Der Multifunktionsraum der Neukirchener Sparkasse wurde 2015 „Heinrich-Goldberg-Saal“[6] getauft.
- Das Wohnhaus des Dichters wurde mit einer Gedenktafel versehen und im Neukirchener Stadtführer[7] als Goldberghaus aufgeführt.